# Fuencaliente de La Palma
Fuencaliente de La Palma és un municipi de l'illa de La Palma, a les illes Canàries. El nom del municipi ve d'una font d'aigües termals medicinals (les cròniques de l'època diuen que les seves aigües guarien malalties de la pell) coneguda com a Fuente Santa que hi havia en la costa del municipi, prop de l'actual platja d'Echentive, i que va ser sepultada per les rentes del volcà de Fuencaliente (comunament confós amb el prehistòric volcà de San Antonio) en el segle xvii. El territori del municipi ha estat assolat diverses vegades per erupcions volcàniques, de fet, l'última erupció volcànica ocorreguda a Espanya, va ser la del volcà Teneguía (1971), que està situat en el municipi. Gran part del municipi s'ha protegit, amb les figures del parc natural de Cumbre Vieja, reserva natural dels Volcans de Fuencaliente, el paisatge protegit de Tamanca i el lloc d'interès científic de les Salinas de Fuencaliente. L'economia del municipi es basa en el cultiu del plàtan, turisme, la viticultura i la fabricació de vi.

## Població
| Any  | Població | Densitat  |
| ---- | -------- | --------- |
| 1991 | 1.731    | -/km²     |
| 1996 | 1.735    | -/km²     |
| 2001 | 1.833    | 32,72/km² |
| 2002 | 1.801    | -/km²     |
| 2003 | 1.857    | 33,26/km² |
| 2004 | 1.877    | 33,03/km² |
| 2005 | 1.913    | 33,90/km² |
| 2006 | 1.935    | 34,29/km² |
| 2007 | 1.964    | 34,81/km² |